# Петар Божо
Петар Божо (босн. Petar Bojo; нар. 8 січня 1998, Киселяк, Боснія і Герцеговина) — боснійський футболіст, опорний півзахисник сараєвського «Желєзнічара».

## Клубна кар'єра

### Ранні роки
Божо розпочинав юнацьку кар’єру в команді «Широкі Брієг», а в 2017 році приєднався до молодіжної команди «Височина» (Їглава).
Після півроку виступів у «Височині» (Їглава) перейшов до боснійської Прем'єр-ліги «Вітез» і таким чином підписав контракт зі своєю першою в командою.

### «Младост» (Добой)
Після того як «Вітез» вилетів до Першої ліги Федерації Боснії і Герцеговини за підсумками боснійської Прем'єр-ліги 2017/18, Боджо покинув Вітез і незабаром, 27 червня 2018 року, підписав 2-річний контракт з «Младост» (Добой).
Дебютував за «Младост» 21 липня 2018 року в нічийному (0:0) домашньому поєдинку проти новачка вищого дивізіону «Звієзди 09». Першим голом за добойський клуб відзначився два тури по тому, 11 серпня 2018 року в нічийному (2:2) виїзному поєдинку чемпіонату проти «Крупи».
У Прем'єр-лізі Боснії і Герцеговини 2018/19 років визнаний не лише одним з найкращих гравців «Младості» (Добой), але й одним із найкращих молодих гравців чемпіонату загалом.

### «Желєзнічар»
27 червня 2019 року підписав 2-річний контракт з «Желєзнічаром», сума відступних склала 30 000 євро.
20 липня 2019 року дебютував у складі «Желєзнічара» у нічийному (0:0) матчі чемпіонату проти «Бораца» (Баня-Лука). У вище вказаному матчі на 80-ій хвилині був вилучений з поля, після того як отримав другу жовту картку за порушення правил проти Деміра Якуповича.
Першим голом за столичний клуб відзначився 31 серпня 2019 року в переможному (5:2) поєдинку Сараєвського дербі проти земляків-принципових суперників з «Сараєво».
У липні 2020 року на тренуванні розірвав медіальну колатеральну зв’язку правої ноги і повідомлялося, що ця травма залишить його поза грою на два місяці.
Після одужання від травми, 21 жовтня 2020 року в переможному поєдинку другого раунду Кубку Босії і Герцеговини 2020/21 проти «Горажде» відзначився голом.

## Кар'єра в збірній
Виступав за юнацькі збірні Боснії і Герцеговини різних вікових категорій (U-17, U-18 та U-19), а в листопаді 2018 року отримав свій перший виклик до молодіжної збірної Боснії і Герцеговини.
Дебютував у молодіжній команді 19 листопада 2018 року в переможному (2:0) домашньому поєдинку проти Азербайджану.

## Статистика виступів

### Клубна
Станом на 27 листопада 2021
| Клуб              | Сезон             | Ліга                              | Ліга  | Ліга | Кубок | Кубок | Єврокубки | Єврокубки | Загалом | Загалом |
| Клуб              | Сезон             | Дивізіон                          | Матчі | Голи | Матчі | Голи  | Матчі     | Голи      | Матчі   | Голи    |
| ----------------- | ----------------- | --------------------------------- | ----- | ---- | ----- | ----- | --------- | --------- | ------- | ------- |
| «Вітез»           | 2017–18           | Прем'єр-ліга Боснії і Герцеговини | 25    | 5    | 0     | 0     | —         | —         | 25      | 5       |
| «Младост» (Добой) | 2018–19           | Прем'єр-ліга Боснії і Герцеговини | 31    | 3    | 1     | 0     | —         | —         | 32      | 3       |
| «Желєзнічар»      | 2019–20           | Прем'єр-ліга Боснії і Герцеговини | 19    | 2    | 2     | 0     | —         | —         | 21      | 2       |
| «Желєзнічар»      | 2020–21           | Прем'єр-ліга Боснії і Герцеговини | 20    | 2    | 2     | 1     | 0         | 0         | 22      | 3       |
| «Желєзнічар»      | 2021–22           | Прем'єр-ліга Боснії і Герцеговини | 16    | 3    | 2     | 3     | —         | —         | 18      | 6       |
| «Желєзнічар»      | Загалом           | Загалом                           | 55    | 7    | 6     | 4     | 0         | 0         | 61      | 11      |
| Усього за кар'єру | Усього за кар'єру | Усього за кар'єру                 | 111   | 15   | 7     | 4     | 0         | 0         | 118     | 19      |

## Досягнення
- Чемпіон Боснії і Герцеговини (1):

«Зриньські»: 2021-22